# Чеславув (Мазовецьке воєводство)
Чеславув (пол. Czesławów) — село в Польщі, у гміні Пацина Ґостинінського повіту Мазовецького воєводства.
Населення — 30 осіб (2011).
У 1975-1998 роках село належало до Плоцького воєводства.

## Демографія
Демографічна структура станом на 31 березня 2011 року:
|          | Загалом | Допрацездатний вік | Працездатний вік | Постпрацездатний вік |
| -------- | ------- | ------------------ | ---------------- | -------------------- |
| Чоловіки | 16      | 2                  | 12               | 2                    |
| Жінки    | 14      | 3                  | 8                | 3                    |
| Разом    | 30      | 5                  | 20               | 5                    |